# Дискографія Pet Shop Boys
Дискографія Pet Shop Boys налічує 15 студійних альбомів, п'ять концертних альбомів, две'ять збірок, чотири ремікс-альбоми, п'ять саундтреків, чотири мініальбоми та 17 синглів.

## Студійні альбоми
| Рік  | Альбом                                               | Найвищі позиції в чартах | Найвищі позиції в чартах | Найвищі позиції в чартах | Найвищі позиції в чартах | Найвищі позиції в чартах | Найвищі позиції в чартах | Найвищі позиції в чартах | Найвищі позиції в чартах | Найвищі позиції в чартах | Найвищі позиції в чартах | Найвищі позиції в чартах | Найвищі позиції в чартах | Найвищі позиції в чартах | Найвищі позиції в чартах | Найвищі позиції в чартах | Найвищі позиції в чартах | Найвищі позиції в чартах | Найвищі позиції в чартах | Найвищі позиції в чартах | Сертифікації |
| Рік  | Альбом                                               | AU                       | AT                       | BE                       | CA                       | CH                       | DE                       | EU                       | ES                       | FI                       | FR                       | HU                       | IT                       | JP                       | NL                       | NO                       | NZ                       | SE                       | UK                       | US                       | Сертифікації |
| ---- | ---------------------------------------------------- | ------------------------ | ------------------------ | ------------------------ | ------------------------ | ------------------------ | ------------------------ | ------------------------ | ------------------------ | ------------------------ | ------------------------ | ------------------------ | ------------------------ | ------------------------ | ------------------------ | ------------------------ | ------------------------ | ------------------------ | ------------------------ | ------------------------ | --- |
| 1986 | Please Деталі - Реліз: 14 квітня - Лейбл: EMI        | 10                       | 17                       | —                        | 3                        | 20                       | 38                       | —                        | 8                        | 4                        | —                        | —                        | —                        | 25                       | —                        | 13                       | 2                        | 21                       | 3                        | 7                        | Список - : Платиновий - : Платиновий - : Платиновий - : Платиновий                                                |
| 1987 | Actually Деталі - Реліз: 2 лютого - Лейбл: EMI       | 16                       | 5                        | —                        | 16                       | 3                        | 2                        | —                        | 2                        | 1                        | 19                       | —                        | 12                       | 4                        | 5                        | 3                        | 7                        | 2                        | 2                        | 25                       | Список - : Золотий - : Платиновий - : Платиновий - : Золотий - : Золотий - : 3×Платиновий - : Золотий             |
| 1988 | Introspective Деталі - Реліз: 22 жовтня - Лейбл: EMI | 44                       | 8                        | —                        | 68                       | 2                        | 3                        | —                        | 3                        | 1                        | —                        | —                        | 9                        | 7                        | —                        | 14                       | 15                       | 5                        | 2                        | 34                       | Список - : Золотий - Платиновий - : Золотий - : Золотий - : 2×Платиновий - : Золотий                              |
| 1990 | Behaviour Деталі - Реліз: 22 жовтня - Лейбл: EMI     | 27                       | 22                       | —                        | 34                       | 12                       | 4                        | —                        | 9                        | 3                        | —                        | 21                       | 17                       | 9                        | 51                       | —                        | 47                       | 9                        | 2                        | 45                       | Список - : Золотий - : Золотий - : Золотий - : Золотий - : Платиновий                                             |
| 1993 | Very Деталі - Реліз: 3 вересня - Лейбл: EMI          | 2                        | 6                        | —                        | 9                        | 1                        | 1                        | 6                        | 6                        | 1                        | 19                       | 2                        | 8                        | 14                       | 18                       | 8                        | 19                       | 1                        | 1                        | 20                       | Список - : Платиновий - : Золотий - : Платиновий - :Платиновий - : Золотий - : Золотий - : Платиновий - : Золотий |
| 1996 | Bilingual Деталі - Реліз: 29 вересня - Лейбл: EMI    | 3                        | 15                       | 10                       | 18                       | 11                       | 7                        | 10                       | 15                       | 14                       | 45                       | 14                       | 22                       | 12                       | 59                       | 25                       | 25                       | 4                        | 4                        | 39                       | Список - : Золотий                                                                                                |
| 1999 | Nightlife Деталі - Реліз: 11 квітня - Лейбл: EMI     | 25                       | 16                       | 29                       | 11                       | 9                        | 2                        | 3                        | 9                        | 18                       | 36                       | 22                       | —                        | 12                       | 61                       | 16                       | —                        | 4                        | 7                        | 84                       | Список - : Золотий - : Золотий                                                                                    |
| 2002 | Release Деталі - Реліз: 1 жовтня - Лейбл: EMI        | 62                       | 15                       | 21                       | —                        | 13                       | 3                        | 5                        | 16                       | 22                       | 44                       | 29                       | 27                       | 26                       | 71                       | 33                       | —                        | 12                       | 7                        | 73                       | Список - : Золотий - : Срібний                                                                                    |
| 2006 | Fundamental Деталі - Реліз: 11 травня - Лейбл: EMI   | 25                       | 23                       | 26                       | —                        | 7                        | 4                        | —                        | 14                       | 9                        | 74                       | —                        | 19                       | —                        | 42                       | 23                       | —                        | 6                        | 5                        | 150                      | Список - : Срібний                                                                                                |
| 2009 | Yes Деталі - Реліз: 2 жовтня - Лейбл: EMI            | 32                       | 5                        | 49                       | 56                       | 7                        | 3                        | —                        | 10                       | 28                       | 64                       | 24                       | 40                       | —                        | 34                       | 16                       | —                        | 12                       | 4                        | 32                       | Список - : Золотий - : Срібний                                                                                    |
| 2012 | Elysium Деталі - Реліз: 23 березня - Лейбл: EMI      | 50                       | 20                       | 17                       | —                        | 13                       | 7                        | —                        | 10                       | 21                       | 49                       | —                        | 41                       | —                        | 28                       | 30                       | —                        | 12                       | 9                        | 44                       | |
| 2013 | Electric Деталі - Реліз: 29 травня - Лейбл: EMI      | 24                       | 13                       | 20                       | 21                       | 6                        | 3                        | —                        | 5                        | 5                        | 34                       | 40                       | 37                       | —                        | 15                       | 1                        | —                        | 11                       | 3                        | 26                       | |

## Сингли

### 1980-ті
| Рік  | Сингл                                                           | Позиція в чартах | Позиція в чартах | Позиція в чартах | Позиція в чартах | Позиція в чартах | Позиція в чартах | Позиція в чартах | Позиція в чартах | Позиція в чартах | Позиція в чартах | Позиція в чартах | Позиція в чартах | Позиція в чартах | Позиція в чартах | Позиція в чартах | Позиція в чартах | Позиція в чартах | Позиція в чартах | Позиція в чартах | Сертификації                               | Альбом            |
| Рік  | Сингл                                                           | AU               | AT               | BE               | CA               | CH               | DE               | ES               | FI               | FR               | IE               | IT               | NL               | NO               | NZ               | SE               | UK               | US               | US Dance         | ZA               | Сертификації                               | Альбом            |
| ---- | --------------------------------------------------------------- | ---------------- | ---------------- | ---------------- | ---------------- | ---------------- | ---------------- | ---------------- | ---------------- | ---------------- | ---------------- | ---------------- | ---------------- | ---------------- | ---------------- | ---------------- | ---------------- | ---------------- | ---------------- | ---------------- | ------------------------------------------ | ----------------- |
| 1984 | «West End Girls»                                                | —                | —                | —                | 81               | —                | —                | —                | —                | —                | —                | —                | —                | —                | —                | —                | —                | —                | —                | —                |                                            | Неальбомні сингли |
| 1984 | «One More Chance»                                               | —                | —                | —                | —                | —                | —                | —                | —                | —                | —                | —                | —                | —                | —                | —                | —                | —                | —                | —                |                                            | Неальбомні сингли |
| 1985 | «Opportunities (Let's Make Lots of Money)»                      | 63               | —                |                  | —                | —                |                  |                  | —                | —                | —                |                  | —                | —                | —                | —                | —                | —                | —                | —                |                                            | Неальбомні сингли |
| 1985 | «West End Girls» (перезаписана версія)                          | 5                | 5                | 6                | 1                | 2                | 2                | 3                | 2                | 75               | 2                | —                | 4                | 1                | 1                | 2                | 1                | 1                | 1                | 2                | Список - : Золотий - : Золотий             | Please            |
| 1986 | «Love Comes Quickly»                                            | 54               | —                | 35               | 74               | 24               | 17               | 6                | 19               | 5                | 13               | 35               | —                |                  | 8                | —                | 19               | 62               | 10               | —                |                                            | Please            |
| 1986 | «Opportunities (Let's Make Lots of Money)» (ремікс)             | 85               | —                | —                | 22               | —                | 25               | 14               | —                | —                | 14               | 46               | 30               | —                | 2                | —                | 11               | 10               | 3                | —                |                                            | Please            |
| 1986 | «Suburbia»                                                      | —                | 9                | 1                | —                | 3                | 2                | 2                | 25               | 74               | 3                | 18               | 3                | —                | 5                | 6                | 8                | 70               | 46               | —                |                                            | Please            |
| 1987 | «It's a Sin»                                                    | 10               | 1                | 2                | 8                | 1                | 1                | 1                | 1                | 5                | 1                | 3                | 3                | —                | 1                | 8                | 1                | 9                | 3                | 1                | Список - : Золотий - : Золотий - : Срібний | Actually          |
| 1987 | «What Have I Done to Deserve This?» (з участю Дасті Спрингфілд) | 22               | 11               | 5                | 3                | 5                | 4                | 4                | 4                | 8                | 1                | 11               | 2                | —                | 9                | 6                | 2                |                  | —                | 16               | Список - : Золотий - : Срібний             | Actually          |
| 1987 | «Rent»                                                          | 81               | 27               | 17               | —                | 10               | 10               | 21               | 15               | —                | 5                | 9                | 25               | —                | —                | 23               | 19               |                  | —                | —                |                                            | Actually          |
| 1987 | «Always on My Mind»                                             | 10               | 2                | 2                | 1                | 1                | 1                | 1                | 1                | 22               | 2                | 9                | 5                | —                | 3                | 8                | 1                | 4                | 8                | 3                | Список - : Золотий - : Золотий - : Золотий | Introspective     |
| 1988 | «Heart»                                                         | 18               | 3                | 7                | —                | 1                | 1                | 2                | 1                | 6                | 1                | 26               | 11               | —                | 6                | 1                | 9                |                  | —                | 6                | Список - : Срібний                         | Actually          |
| 1988 | «Domino Dancing»                                                | 36               | 19               | 6                | —                | 5                | 3                | 1                | 1                | 5                | 4                | 6                | 9                | 4                | 5                | 9                | 6                | 18               | 5                | 2                |                                            | Introspective     |
| 1988 | «Left to My Own Devices»                                        | 48               | —                | 17               | —                | 12               | 9                | 5                | 7                | —                | —                | 15               | 18               | —                | —                | 22               | —                | 84               | 8                | —                |                                            | Introspective     |
| 1989 | «It's Alright»                                                  | —                | 27               | 17               | —                | 15               | 3                | 20               | 5                | 6                | 2                | 16               | 41               | 82               | —                | —                | —                |                  | —                | —                |                                            | Introspective     |

## Музичні відео
| Рік  | Пісня                                                           | Режисер                                               |
| ---- | --------------------------------------------------------------- | ----------------------------------------------------- |
| 1985 | «Opportunities (Let's Make Lots of Money)» (перша версія)       | Найджел Дік                                           |
| 1985 | «West End Girls»                                                | Найджел Дік                                           |
| 1986 | «Love Comes Quickly»                                            | Найджел Дік                                           |
| 1986 | «Opportunities (Let's Make Lots of Money» (друга версія)        | Найджел Дік                                           |
| 1986 | «Suburbia»                                                      | Найджел Дік                                           |
| 1986 | «Paninaro»                                                      | Найджел Дік                                           |
| 1987 | «It's a Sin»                                                    | Марк Ракко                                            |
| 1987 | «What Have I Done to Deserve This?» (з участю Дасті Спрингфілд) | Марк Ракко                                            |
| 1987 | «Rent»                                                          | Марк Ракко                                            |
| 1987 | «Always on My Mind»                                             | Марк Ракко Джеффрі Ебельсон Енді Морахан Стен Вінстон |
| 1988 | «Heart»                                                         | Енді Морахан                                          |
| 1988 | «Domino Dancing»                                                | Енді Морахан                                          |
| 1988 | «Left to My Own Devices»                                        | Джош Річмен                                           |
| 1989 | «It's Alright»                                                  | Енді Морахан                                          |
| 1989 | «So Hard»                                                       | Енді Морахан                                          |
| 1989 | «Being Boring»                                                  | Енді Морахан                                          |
| 1989 | «How Can You Expect to Be Taken Seriously?»                     | Енді Морахан                                          |
| 1993 | «Where the Streets Have No Name (I Can't Take My Eyes off You)» | Дель Джеймс                                           |
| 1993 | «Jealousy»                                                      | Ексл Роуз                                             |
| 1993 | «DJ Culture»                                                    |                                                       |
| 1993 | «Was It Worth It?»                                              | Енді Морахан                                          |
| 1993 | «Can You Forgive Her?»                                          | Санте Д’Оразіо                                        |
| 1993 | «Go West»                                                       | Енді Морахан                                          |
| 1993 | «I Wouldn't Normally Do This Kind of Thing»                     | Дейл Рестеіні                                         |